# You Broke Me First
«You Broke Me First» (estilizada en minúsculas) —en español: Tú me rompiste primero— es una canción de la cantante y bailarina canadiense Tate McRae. Fue lanzada el 17 de abril de 2020 a través de RCA Records como el sencillo principal de su segundo EP Too Young to Be Sad. Ganó una gran atracción de audiencia gracias a su viralidad en TikTok, donde apareció en más de un millón de videos.Fue enviada a las estaciones de radio populares de Estados Unidos 4 de agosto de 2020. 
En Canadá llegó al puesto 8, en la lista principal del Canadian Hot 100. Internacionalmente, alcanzó el puesto número diez en las listas de Australia, Bélgica (Flandes), Finlandia, Irlanda, Malasia, Países Bajos, Noruega, Singapur, Suecia y el Reino Unido. En el Billboard Hot 100 llegó al puesto número diecisiete.

## Composición y letra
«You Broke Me First» es una canción de indie pop,bedroom pop, y synth-pop. Mcrae agradece la ayuda a compositora Victoria Zaro y el productor Blake Harnage por la creación del coro. Ella dice que escribir y grabar la canción fue un "proceso súper rápido". A través de esta, McRae expresa que se niega a sentir simpatía por una expareja. Explicó para Anna Rose de NME.
McRae también reveló que la canción está conectada líricamente con su sencillo sucesor «Vicious». 

## Recepción
«You Broke Me First» recibió elogios de la crítica, destacando la interpretación vocal de McRae, la producción y el lirismo honesto. Varios críticos escribieron que la composición era la más personal de McRae, y algunos la describieron como una "balada contundente". McRae reaccionó al reconocimiento del público diciendo que estaba "súper feliz de que conectaran con la canción".

## Rendimiento comercial
En el Reino Unido, debutó en el puesto número 66 en la lista principal del Reino Unido y luego subió al puesto número cinco en la lista, convirtiéndose en la primera entrada de McRae entre los diez primeros en el país británico, y obtuvo su pico en el número tres.
En Irlanda, en el Irish Singles Chart alcanzó ingresar a los primeros diez lugares, convirtiéndose en su primer éxito en su carrera.
En Nueva Zelanda, ingresó en el número 18 en el Hot Singles Chart tras su lanzamiento inicial, con su crecimiento constante, ingresó a la lista principal de Nueva Zelanda New Zealand Singles Chart varias semanas después. Logrando el puesto número 12 en la lista.
En Estados Unidos, se convertiría en la primera entrada de McRae en el listado del Billboard Hot 100, alcanzando el puesto número 17. En su vigésima semana, ingresó al top 40, siendo este el tercer ascenso más lento al top 40 por parte de una artista femenina, después de «Don't Know Why » de Norah Jones y «Suddenly I See» de KT Tunstall.Alcanzó el puesto número 2 en la lista Mainstream Top 40 y el número 1 en la lista US Mediabase top 40, convirtiéndose en su primer sencillo número uno y rompiendo el récord de la subida más larga al número 1 por parte de una artista solista femenina con 28 semanas en la última lista. «You Broke Me First» es también la canción que más tiempo ha permanecido en las listas lanzada por una artista femenina en 2020 en el Billboard Hot 100, con 38 semanas.

## Actuaciones en vivo
McRae interpretó el sencillo en los MTV Video Music Awards de 2020. En octubre, la interpretó en Jimmy Kimmel Live!. En noviembre, lo hizo en los MTV Europe Music Awards de 2020 y fue elogiada por NME y Billboard por ser uno de los artistas más destacados. En enero de 2021, interpretó la canción en The Tonight Show Starring Jimmy Fallon. McRae volvió a interpretarla el 30 de enero de 2025 en el Intuit Dome en Inglewood, California, para el FireAid, un concierto benéfico que buscaba recaudar fondos para ayudar a los afectados por los incendios forestales del sur de California de enero de 2025.

## Créditos del personal
Créditos adaptados de Tidal:
- Blake Harnage – productor, compositor, letrista, ingeniero de grabación
- Tate McRae – compositor, letrista
- Victoria Zaro – compositora, letrista
- Dave Kutch – ingeniero de masterización
- Jeff Juliano – ingeniero de mezcla

## Historial de lanzamientos
| Región         | Fecha                 | Formato(s)                       | Versión              | Etiqueta    | Árbitro. |
| -------------- | --------------------- | -------------------------------- | -------------------- | ----------- | -------- |
| Varios         | 17 de abril de 2020   | - Descarga digital - transmisión | Original             | RCA Records | [ 1 ]    |
| Varios         | 1 de junio de 2020    | - Descarga digital - transmisión | Luca Schreiner Remix | RCA Records |          |
| Varios         | 1 de junio de 2020    | - Descarga digital - transmisión | Gryffin Remix        | RCA Records |          |
| Estados Unidos | 4 de agosto de 2020   | Contemporany hit radio           | Original             | RCA Records | [ 7 ]    |
| Italia         | 23 de octubre de 2020 | Contemporany hit radio           | Original             | Sony        | [ 29 ]   |

## Covers
El dúo holandés de música electrónica Dash Berlin lanzó una versión en septiembre de 2021.